# Al-Hayat Media Center

Логотип агентства

«Al-Hayat Media Center» (араб. الحياة للإنتاج الإعلامي‎; Аль-Хаят — «Жизнь») — медиа-подразделение Исламского государства, выпускающее информационную продукцию (тексты, видео, песни) преимущественно для западных потребителей. Выпускает материалы более чем на десяти языках, в том числе на английском, немецком, французском и русском. Издаёт, в частности, журналы «Дабик» (на английском), «Дар аль-ислам» (на французском), «Константиние» (на турецком), «Исток» (на русском), «Румия» (на нескольких языках).
Среди известных информационных продуктов — документальные фильмы «Пламя войны: борьба только начинается» (некоторыми техническими эффектами он напоминает картину Лени Рифеншталь «Триумф воли»), «Рассвет халифата и возвращение золотого динара». Продукция «Аль-Хаят» отличается высоким качеством, а выпускающая команда, вероятно, имеет опыт работы с западной аудиторией.
«Аль-Хаят» производит множество видеоклипов, рассчитанных на жителей западных стран, в которых рассказывается о «мирной и нормальной» жизни в ИГ. В некоторых клипах показывают раздачу еды, медицинское обслуживание, благотворительные акции в ИГ. Западных специалистов приглашают принять участие в построении Исламского государства.